# Mistrzostwa Estonii w Skokach Narciarskich 1980
Mistrzostwa Estonii w Skokach Narciarskich 1980 – zawody rozegrane w 1980 roku na skoczniach w Otepää i Tallinnie w celu wyłonienia medalistów mistrzostw Estonii w skokach narciarskich.
W ramach mistrzostw przeprowadzono trzy konkursy – 31 stycznia zawody indywidualne na skoczni w Otepää, której punkt konstrukcyjny umieszczony był na 70. metrze, 2 lutego na tej samej skoczni rozegrano konkurs drużynowy, będący pierwszą w historii rywalizacją o tytuł drużynowego mistrza Estonii, a 10 lutego na skoczni K-50 w Tallinnie odbył się konkurs juniorów, w którym udział wzięli skoczkowie do lat 18.
Konkurs indywidualny wygrał Margus Kangur, drugie miejsce zajął Hillar Hein, a trzeci był Ants Lind. W konkursie drużynowym triumfował zespół Tallinna Kalev, w składzie którego znaleźli się Ants Lind, Margus Kangur i Juhan Lind. Kangur został zwycięzcą również w konkursie o tytuł indywidualnego mistrza Estonii juniorów.
Była to 39. edycja mistrzostw Estonii.

## Wyniki

### Konkurs indywidualny (31.01.1980)
| Miejsce | Zawodnik      | Klub            | Skok 1 | Skok 2 | Nota  |
| ------- | ------------- | --------------- | ------ | ------ | ----- |
| 1.      | Margus Kangur | Tallinna Kalev  | 71,0   | 71,5   | 228,9 |
| 2.      | Hillar Hein   | Tallinna Dünamo | 73,0   | 69,0   | 226,6 |
| 3.      | Ants Lind     | Tallinna Kalev  | 65,5   | 64,0   | 207,1 |

### Konkurs drużynowy (02.02.1980)
| Miejsce | Klub            | Zawodnicy                             | Nota  |
| ------- | --------------- | ------------------------------------- | ----- |
| 1.      | Tallinna Kalev  | Ants Lind Margus Kangur Juhan Lind    | 628,6 |
| 2.      | Tallinna Dünamo | Tiit Heinloo Hillar Hein Peep Heinloo | 624,6 |
| 3.      | Otepää Dünamo   | Kalev Aigro Avo Tomingas Priit Teder  | 568,5 |

### Konkurs juniorów (10.02.1980)
| Miejsce | Zawodnik      | Klub            | Skok 1 | Skok 2 | Nota  |
| ------- | ------------- | --------------- | ------ | ------ | ----- |
| 1.      | Margus Kangur | Tallinna Kalev  | 58,5   | 54,0   | 249,2 |
| 2.      | K.Jallik      | Lenini raj LNSK | 53,5   | 51,5   | 225,7 |
| 3.      | Eero Eensalu  | Otepää Dünamo   | 53,0   | 49,0   | 222,3 |